# História da economia islâmica
A história da economia islâmica refere-se ao desenvolvimento econômico nas sociedades que seguem os princípios do Islã ao longo do tempo. A economia islâmica tem suas raízes nas práticas econômicas estabelecidas pelos primeiros muçulmanos e é guiada pelos princípios da lei islâmica, conhecida como Xaria. Esses princípios econômicos estão fundamentados no Alcorão e nas tradições do profeta Muhammad (Hadith). 
Particularmente entre os séculos IX e XIV, o mundo muçulmano desenvolveu muitos conceitos, técnicas e usos econômicos avançados. Estas abrangiam áreas de produção, investimento, finanças, desenvolvimento económico, tributação, utilização de propriedade, tais como Hawala: um antigo sistema informal de transferência de valor, trustes islâmicos, conhecidos como waqf, sistemas de contrato utilizados pelos comerciantes, um sistema amplamente moeda comum circulada, cheques, notas promissórias, contratos antecipados, letras de câmbio intercâmbio e formas de parceria comercial como mufawada. 
Conceitos islâmicos específicos que envolvem dinheiro, propriedade, impostos, caridade e os Cinco Pilares incluem: zacate (a "tributação de certos bens, como a colheita, para alocar esses impostos para expandi-los, também são explicitamente definidos, como a ajuda aos necessitados"); Gharar ("a interdição do acaso... isto é, da presença de qualquer elemento de incerteza, num contrato (que exclui não apenas o seguro, mas também o empréstimo de dinheiro sem participação nos riscos); e iba ("todo tipo de excesso ou disparidade injustificada entre os objetos trocados ou contra-valores". 
Esses conceitos, como outros na lei e na jurisprudência islâmicas, vieram das "prescrições, anedotas, exemplos e palavras do Profeta, todos reunidos e sistematizados por comentaristas de acordo com um método indutivo e casuístico". como al-urf, (o costume), al-'aql (razão) ou al-ijma (consenso dos juristas) foram empregados. Além disso, a lei islâmica desenvolveu áreas jurídicas que correspondem às leis seculares de contratos e atos ilícitos. 
Os estudiosos islâmicos contemporâneos baseiam-se fortemente nas opiniões clássicas.  A economia islâmica moderna surgiu na década de 1945 e, a partir de 2004, foram estabelecidos bancos islâmicos em mais de 8 países, e os juros foram proibidos em três: Paquistão, Irão e Sudão. Historicamente, a economia islâmica floresceu durante os períodos áureos do Islã, como durante o Califado Abássida e o Império Otomano. Centros urbanos como Bagdá e Córdoba tornaram-se importantes hubs comerciais e culturais. O comércio, a agricultura e as atividades financeiras desempenharam papéis significativos na economia islâmica ao longo dos séculos. 

## Instituições legais

### Agência Hawala
O Hawala, um dos primeiros sistemas informais de transferência de valor , tem suas origens na lei islâmica clássica e é mencionada em textos de jurisprudência islâmica já no século VIII. A própria Hawala posteriormente influenciou o desenvolvimento da agência em direito consuetudinário e em direito civil como o aval na lei francesa e no Cavallo na lei italiana. As palavras aval e Cavallo foram derivadas de Hawala. A transferência de dívida, que "não era permitida pela lei romana mas tornou-se amplamente praticado na Europa medieval, especialmente em transações comerciais", deveu-se à grande extensão do "comércio conduzido pelas cidades italianas com o mundo muçulmano na Idade Média." A agência também era "uma instituição desconhecida pelo direito romano" já que nenhum “indivíduo poderia celebrar um contrato vinculativo em nome de outro como seu agente”. No direito romano, o “próprio contratante era considerado parte do contrato e era necessário um segundo contrato entre a pessoa que agia em nome de um mandante e este último para lhe transferir os direitos e as obrigações decorrentes do contrato”. Por outro lado, a lei islâmica e a posterior lei comum “não tiveram dificuldade em aceitar a agência como uma das suas instituições no domínio dos contratos e obrigações em geral”. 

### Truste Waqf
O waqf na lei islâmica, que se desenvolveu no mundo islâmico medieval entre os séculos VII e IX, tem uma notável semelhança com a lei fiduciária inglesa. Cada waqf era obrigado a ter um waqif (fundador), mutawillis (administrador), qadi (juiz) e beneficiários. Tanto no waqf quanto no trust, "a propriedade é reservada e seu usufruto apropriado, para o benefício de indivíduos específicos ou para fins de caridade geral; o corpus torna-se inalienável; podem ser criadas propriedades vitalícias em favor de beneficiários sucessivos" e "sem levar em conta a lei de herança ou os direitos dos herdeiros; e a continuidade é garantida pela nomeação sucessiva de curadores ou mutawillis." 
A única distinção significativa entre o waqf islâmico e o trust inglês era "a reversão expressa ou implícita do waqf para fins de caridade quando o seu objeto específico deixou de existir", embora esta diferença só se aplicasse ao waqf ahli (fideicomisso familiar islâmico ) em vez do waqf khairi (dedicado a um propósito de caridade desde o seu início). Outra diferença foi a aquisição inglesa de "bens legais" sobre a propriedade fiduciária do administrador, embora o "administrador ainda fosse obrigado a administrar essa propriedade em benefício dos beneficiários". Nesse sentido, o “papel do administrador inglês, portanto, não difere significativamente daquele do mutualmente”. 
A lei de confiança desenvolvida na Inglaterra na época das Cruzadas, durante os séculos 12 e 13, foi introduzida pelos cruzados que podem ter sido influenciados pelas instituições waqf que encontraram no Oriente Médio. Depois que a lei waqf islâmica e as fundações da madrassa foram firmemente estabelecidas no século 10, o número de hospitais do Bimaristão se multiplicou em terras islâmicas. No século XI, cada cidade islâmica tinha pelo menos vários hospitais. As instituições fiduciárias do waqf financiaram os hospitais para diversas despesas, incluindo salários de médicos, oftalmologistas, cirurgiões, químicos, farmacêuticos, domésticos e todos os outros funcionários, a compra de alimentos e medicamentos; equipamentos hospitalares como camas, colchões, tigelas e perfumes; e reparos em edifícios. Os fundos waqf também financiaram escolas médicas e as suas receitas cobriram diversas despesas, tais como a sua manutenção e o pagamento de professores e alunos. 

## Comércio muçulmano clássico
Os sistemas de contrato em que os comerciantes confiavam eram muito eficazes. Os comerciantes compravam e vendiam mediante comissão, com dinheiro emprestado a eles por investidores ricos, ou um investimento conjunto de vários comerciantes, que muitas vezes eram muçulmanos, cristãos e judeus. Recentemente, uma coleção de documentos foi encontrada em uma sinagoga egípcia, lançando uma luz muito detalhada e humana sobre a vida dos mercadores medievais do Oriente Médio. Parcerias comerciais seriam feitas para muitos empreendimentos comerciais, e laços de parentesco permitiriam a formação de redes comerciais em grandes distâncias. Durante o século IX, os bancos permitiram o levantamento de recebimento por um banco em Bagdá que poderia ser descontado em Marrocos. 
Os conceitos de bem-estar e pensão  foram introduzidos na antiga lei islâmica como formas de zacate (caridade), um dos Cinco Pilares do Islã, desde a época do califa abássida Almançor no século VIII. Os impostos (incluindo zacate e jizia) recolhidos no tesouro de um governo islâmico foram usados para fornecer rendimento aos necessitados, incluindo os pobres, idosos, órfãos, viúvas e deficientes. De acordo com o jurista islâmico Algazali (1058–1111), esperava-se também que o governo armazenasse alimentos em todas as regiões para o caso de ocorrer um desastre ou fome. O Califado foi, portanto, um dos primeiros estados de bem-estar social, particularmente o Califado Abássida. 

### Economia no califado e nos impérios islâmicos
Na Revolução Agrícola Árabe medieval, ocorreu uma transformação social como resultado da mudança da propriedade da terra, dando aos indivíduos de qualquer género, o direito de comprar, vender, hipotecar e herdar terras. As primeiras formas de protocapitalismo e mercados livres estiveram presentes no Califado. Uma economia de mercado inicial e uma forma inicial de capitalismo mercantil desenvolveram-se entre os séculos VIII e XII. 
Desenvolveu-se uma vigorosa economia monetária baseada na ampla circulação de uma moeda comum (o dinar) e na integração de áreas monetárias anteriormente independentes. As técnicas comerciais e formas de organização empresarial empregadas durante esse período incluíam contratos iniciais, letras de câmbio, comércio internacional de longa distância, formas iniciais de parceria (mufawada), como sociedades limitadas (mudaraba), e formas iniciais de crédito, dívida, lucro, perda, capital (al-mal), acumulação de capital (nama al-mal), capital circulante, despesas de capital, receitas, cheques, notas promissórias, trustes (waqf), contas de poupança, contas transacionais, penhores, empréstimos, taxas de câmbio, banqueiros, cambistas, livros contábeis, depósitos, cessões, sistema de contabilidade por partidas dobradas e ações judiciais.  
Empresas organizacionais semelhantes a corporações independentes do Estado também existiam no mundo islâmico medieval. Muitos destes conceitos foram adotados e avançados na Europa medieval a partir do século XIII.

### Índia islâmica
Durante o domínio muçulmano na Índia, reinos como o Sultanato de Delhi, o Sultanato de Bengala, o Império Mughal, Nizam de Hyderabad e o Reino de Mysore fizeram contribuições significativas para a economia do Sul da Ásia. No século XVII, a Índia Mughal tornou-se a maior economia do mundo, tornando-se a principal potência de produção têxtil do mundo, avaliada em mais de 25% do PIB mundial.   Os conceitos de bem-estar e pensão estavam presentes nas primeiras leis islâmicas como formas de zacate, um dos Cinco Pilares do Islã, desde a época do califa ortodoxo Omar, no século VII. Os impostos (incluindo zacate e jizia) recolhidos no tesouro (bayt al-mal) de um governo islâmico foram usados para fornecer rendimento aos necessitados, incluindo os pobres, os idosos, os órfãos, as viúvas e os deficientes. De acordo com o jurista islâmico Algazali (1058–1111), esperava-se também que o governo armazenasse alimentos em todas as regiões em caso de desastre ou fome. O Califado foi, portanto, um dos primeiros estados de bem-estar. 

### Comércio
Durante a Idade de Ouro Islâmica, regiões isoladas tiveram contato com uma rede comercial muçulmana de longo alcance que se estendia desde o Oceano Atlântico e o Mediterrâneo, a oeste, até o Oceano Índico e o Mar da China Meridional, a leste, e cobrindo a maior parte do Velho Mundo, incluindo áreas significativas da Ásia e da África e grande parte da Europa, com as suas redes comerciais.As moedas árabes de dirham de prata circulavam por toda a massa terrestre afro-eurasiática, até à África Subsaariana, no sul, e ao norte da Europa, no norte, muitas vezes em troca de mercadorias e escravos. 
Isto ajudou a estabelecer os califados ortodoxo, Omíada, Abássida, Aiúbida e Fatímida como as principais potências económicas extensas do mundo nos séculos VII-XIII. Devido às sanções religiosas contra a dívida, os muçulmanos tâmeis têm sido historicamente cambistas (e não credores de dinheiro) em todo o Sul e Sudeste Asiático. 

### Agricultura no mundo islâmico medieval
Do século VIII ao século XIII, em terras muçulmanas, muitas culturas e plantas foram plantadas ao longo das rotas comerciais muçulmanas e as técnicas agrícolas se espalharam. Além das mudanças na economia, a distribuição da população, a cobertura vegetal  a produção agrícola, os níveis populacionais, o crescimento urbano, a distribuição da força de trabalho e vários outros aspectos da vida no mundo islâmico foram afetados, de acordo com Andrew Watson. No entanto, isto é contestado por outros estudiosos, que afirmam que o cultivo e o consumo de alimentos básicos como o trigo duro, o arroz asiático e o sorgo, bem como o algodão, já eram comuns séculos antes, ou que a produção agrícola diminuiu em áreas sob domínio muçulmano. 
O antigo Califado Abássida também teve as taxas de alfabetização mais altas entre as sociedades pré-modernas, ao lado da cidade da Atenas clássica no século IV a.C.,  e mais tarde, da China, após a introdução da impressão a partir do século X. Um fator para as taxas de alfabetização relativamente elevadas no início do Império Islâmico foi o seu mercado educativo dirigido pelos pais, uma vez que o Estado não subsidiou sistematicamente os serviços educativos até à introdução do financiamento estatal sob Nizam al-Mulk no século XI. Outro fator foi a difusão do papel da China, que levou a um florescimento de livros e cultura escrita na sociedade islâmica, assim a tecnologia de fabricação de papel transformou a sociedade islâmica (e mais tarde, o resto da Afro-Eurásia) de uma cultura oral para uma cultura de escriba. , comparável às mudanças posteriores da cultura dos escribas para a cultura tipográfica, e da cultura tipográfica para a Internet. Outros factores incluem o uso generalizado de livros de papel na sociedade islâmica (mais do que qualquer outra sociedade anteriormente existente), o estudo e memorização do Alcorão, a actividade comercial florescente e o surgimento das instituições educacionais Maktab e Madrasah.

### Capitalismo islâmico
Acredita-se que as primeiras formas de mercantilismo e capitalismo tenham se desenvolvido na Idade de Ouro Islâmica a partir do século IX.    O comércio islâmico primitivo aplicava uma série de conceitos e técnicas, incluindo letras de câmbio, formas de parceria (mufawada), como sociedades limitadas (mudaraba), e formas iniciais de capital (al-mal), acumulação de capital (nama al-mal), cheques, notas promissórias, trustes (ver waqf), contas transacionais, empréstimos, livros contábeis e cessões. Empresas organizacionais independentes do Estado também existiram no mundo islâmico medieval, enquanto a instituição de agência também foi introduzida. A Europa Medieval adotou e desenvolveu muitos destes conceitos a partir do século XIII. 
O trabalho promoveu a formação de capital na sociedade islâmica medieval, e um número considerável de proprietários de fundos monetários e de metais preciosos desenvolveu capital financeiro. Os capitalistas (sahib al-mal) estiveram no auge do seu poder entre os séculos IX e XII, mas a sua influência diminuiu após a chegada dos ikta (proprietários de terras) e depois das nações monopolizarem  a produção; ambas as tendências impediram qualquer desenvolvimento do capitalismo industrial no mundo islâmico. Algumas empresas estatais ainda tinham um modo de produção capitalista, como o mergulho de pérolas no Iraque e a indústria têxtil no Egito. 
Dos séculos XI ao XIII, os "Karimis", uma empresa e grupo empresarial controlado por empresários, passaram a dominar grande parte da economia do mundo islâmico.  O grupo era controlado por cerca de cinquenta comerciantes muçulmanos rotulados como "Karimis", que eram de origem iemenita, egípcia e às vezes indiana. Cada comerciante Karimi tinha uma riqueza considerável, variando de pelo menos 100.000 dinares a até 10 milhões de dinares. O grupo teve uma influência considerável na maioria dos importantes mercados orientais e, por vezes, influenciou a política através das suas atividades financeiras e através de uma variedade de clientes, incluindo emires, sultões, vizires, comerciantes estrangeiros e consumidores comuns. Os Karimis dominaram muitas das rotas comerciais através do Mediterrâneo, do Mar Vermelho e do Oceano Índico, e até Francia, no norte, China, no leste, e África Subsaariana, no sul, onde obtiveram ouro do ouro. minas. As práticas empregadas pelos Karimis incluíam o uso de agentes, o financiamento de projetos como forma de aquisição de capital e uma instituição bancária para empréstimos e depósitos. 

### Socialismo islâmico
Embora a economia islâmica medieval pareça ter se assemelhado um pouco a uma forma de capitalismo, alguns argumentam que ela lançou as bases para o desenvolvimento do capitalismo moderno,  Outros vêem a economia islâmica como nem completamente capitalista nem completamente socialista, mas sim como um equilíbrio entre os dois, enfatizando tanto a “liberdade económica individual como a necessidade de servir o bem comum”. 
Abū Dharr al-Ghifārī, um companheiro de Maomé, é considerado por muitos como o fundador do socialismo islâmico.     
Os conceitos de bem-estar e pensão foram introduzidos na antiga lei islâmica como formas de zacate (caridade), um dos Cinco Pilares do Islã, durante a época do califa ortodoxo Omar, no século VII. Esta prática continuou até a era do Califado Abássida, como visto sob o governo de Al-Ma'mun no século VIII, por exemplo. Os impostos (incluindo zacate e Jizia) cobrados do tesouro de um governo islâmico foram usados para fornecer rendimento aos necessitados, incluindo os pobres, idosos, órfãos, viúvas e deficientes. De acordo com o jurista islâmico Algazali (1058–1111), esperava-se também que o governo armazenasse alimentos em todas as regiões, caso ocorresse um desastre ou fome. O Califado é, portanto, considerado o primeiro grande estado de bem-estar social do mundo. 

### Desenvolvimento industrial
Engenheiros muçulmanos no mundo islâmico foram responsáveis por numerosos usos industriais inovadores da energia hidrelétrica, dos primeiros usos de moinhos de maré, energia eólica e a combustíveis fósseis como petróleo. Uma variedade de moinhos industriais foram usados no mundo islâmico, incluindo moinhos de enchimento, moinhos, descascadores, serrarias, moinhos navais, moinhos de carimbos, siderúrgicas, moinhos de açúcar, moinhos de maré e moinhos de vento. No século XI, todas as províncias do mundo islâmico tinham essas fábricas industriais em operação, desde al-Andalus e Norte da África até o Oriente Médio e Ásia Central. 
Engenheiros muçulmanos também empregaram turbinas hidráulicas e engrenagens em moinhos e máquinas de captação de água, e foram pioneiros no uso de represas como fonte de água energia, usada para fornecer energia adicional para moinhos de água e máquinas de elevação de água.  Tais avanços tornaram possível muitas tarefas industriais que anteriormente eram conduzidas por trabalho manual nos tempos antigos era mecanizado e conduzido por máquinas em vez disso o mundo islâmico medieval. A transferência dessas tecnologias para a Europa medieval mais tarde lançou as bases para a Revolução Industrial na Europa do século XVIII.  Além das tiraz fábricas têxteis estatais, havia também empresas privadas administrada em grande parte por proprietários que arrecadavam impostos e os investiam no indústria têxtil. 

### Força trabalhista
A força de trabalho no Califado provinha de diversas origens étnicas e religiosas, enquanto tanto homens como mulheres estavam envolvidos em diversas ocupações e actividades económicas. As mulheres trabalhavam numa vasta gama de actividades comerciais e em diversas profissões, no sector primário (como agricultoras, por exemplo), no sector secundário (como trabalhadoras da construção, tintureiras, fiandeiras, etc.) e no sector terciário (como investidores, médicos, enfermeiras, presidentes de guildas, corretores, vendedores ambulantes, credores, acadêmicos, etc.). 
As mulheres muçulmanas também detinham o monopólio sobre certos ramos da indústria têxtil, era a maior e mais especializada e orientada para o mercado da época, em ocupações como fiação, tinturaria e bordado. Em comparação, os direitos de propriedade das mulheres e o trabalho assalariado eram relativamente incomuns na Europa até a Revolução Industrial nos séculos XVIII e XIX. 
A divisão do trabalho era diversa e vinha evoluindo ao longo dos séculos. Durante os séculos VIII a XI, havia em média 63 ocupações únicas no sector primário da actividade económica (extractivo), 697 ocupações únicas no sector secundário (indústria transformadora) e 736 ocupações únicas no sector terciário (serviços). No século XII, o número de ocupações únicas no sector primário e no sector secundário diminuiu para 35 e 679, respectivamente, enquanto o número de ocupações únicas no sector terciário aumentou para 1.175. Estas mudanças na divisão do trabalho reflectem o aumento da mecanização e da utilização de maquinaria para substituir o trabalho manual e o aumento do padrão de vida e da qualidade de vida da maioria dos cidadãos do Califado. 
Ocorreu uma transição económica durante este período, devido à diversidade do sector de serviços ser muito maior do que qualquer outra sociedade anterior ou contemporânea, e ao elevado grau de integração económica entre a força de trabalho e a economia. A sociedade islâmica também experimentou uma mudança de atitude em relação ao trabalho manual. Nas civilizações anteriores, como a Grécia antiga, e nas civilizações contemporâneas, como a Europa medieval, os intelectuais viam o trabalho manual sob uma luz negativa e desprezavam-no. veja a necessidade de máquinas para substituir o trabalho manual. No mundo islâmico, entretanto, o trabalho manual era visto de uma maneira muito mais positiva, já que intelectuais como os Irmãos da Pureza os compararam a um participante em o ato da criação, enquanto Ibn Khaldun aludiu aos benefícios do trabalho manual para o progresso da sociedade. 
No início do século 10, a ideia do grau acadêmico foi introduzida e concedida nas escolas Maktab, faculdades Madrasah e hospitais Bimaristan. Na área médica em particular, o certificado Ijazah foi concedido aos qualificados para exercerem a profissão de médico, a fim de diferenciá-los dos charlatães não qualificados. 

### Urbanização
Houve um aumento significativo da urbanização durante este período, devido a numerosos avanços científicos em áreas como agricultura, higiene, saneamento, astronomia, medicina e engenharia.[64] Isso também resultou em um aumento da população de classe média. Ao chefe da família foi dada a posição de autoridade em sua casa, embora um qadi, ou juiz, fosse capaz de negociar e resolver diferenças em questões de desentendimentos dentro das famílias e entre elas. Os dois principais representantes da autoridade municipal eram o qadi e o muhtasib, que detinham a responsabilidade de muitas questões, incluindo a qualidade da água, a manutenção das ruas da cidade, a contenção de surtos de doenças, a supervisão dos mercados e o rápido enterro dos mortos. 
Outro aspecto da vida urbana islâmica era o waqf, uma instituição de caridade religiosa que lidava diretamente com o cádi e os líderes religiosos. Através de doações, o waqf possuía muitos dos banhos públicos e fábricas, usando a receita para financiar a educação, [carece de fontes] e para fornecer irrigação para pomares fora da cidade. Após a expansão, este sistema foi introduzido na Europa Oriental pelos turcos otomanos. Os impostos também eram cobrados de um homem solteiro até que ele se casasse. Os não-muçulmanos eram obrigados a pagar o jizia, um imposto administrativo sobre os não-muçulmanos análogo ao zacate (um imposto exclusivo para os muçulmanos). O jizia foi aplicado apenas a jovens adultos do sexo masculino e isentou os não-muçulmanos do serviço militar. O estado muçulmano seria então responsável pela administração e segurança dos não-muçulmanos. 

## Pensamento econômico islâmico clássico
Até certo ponto, os primeiros muçulmanos basearam suas análises econômicas no Alcorão (como oposição a riba, que significa usura ou aos juros), e da sunnah, os ditados e ações de Maomé. 
A economia islâmica possui características distintas que a diferenciam de outros sistemas econômicos, como o capitalismo e o socialismo. Alguns dos princípios fundamentais incluem: Proibição da usura (riba): A Sharia proíbe o pagamento ou recebimento de juros. Isso é destinado a garantir a justiça nas transações financeiras e evitar a exploração;  Participação nos lucros e perdas (Mudarabah e Musharakah): Em transações comerciais e financeiras, os princípios islâmicos incentivam a participação ativa nos riscos e ganhos. Isso promove a responsabilidade e a justiça nas transações comerciais; Ênfase na caridade (zacate) e assistência social (Sadaqah): A prática do zacate, uma forma de caridade obrigatória, é uma parte integrante da economia islâmica. Visa a redistribuição de riqueza e o apoio aos menos afortunados na sociedade;  Proibição de atividades econômicas prejudiciais (Haram): Certas atividades econômicas, como jogos de azar e a produção de produtos proibidos pelo Islã, são consideradas prejudiciais e são proibidas; Propriedade privada e iniciativa individual: Embora a economia islâmica promova valores como justiça e distribuição equitativa de riqueza, ela também reconhece a importância da propriedade privada e da iniciativa individual. 

### Primeiros pensadores econômicos islâmicos
Algazali (1058–1111) classificou a economia como uma das ciências ligadas à religião, juntamente com a metafísica, a ética e a psicologia. Os autores notaram, no entanto, que esta ligação não fez com que o pensamento económico muçulmano primitivo permanecesse estático.  Filósofo iraniano Nasir al-Din al-Tusi (1201–1274) apresenta uma definição inicial de economia (o que ele chama de hekmat-e-madani, a ciência da vida urbana) no discurso três de seus Ética:
"o estudo das leis universais que regem o interesse público (bem-estar?) na medida em que são direcionadas, através da cooperação, para o ótimo (perfeição)." 
Muitos estudiosos traçam a história do pensamento econômico através do mundo muçulmano, que estava em um Golden Idade do século VIII ao XIII e cuja filosofia deu continuidade ao trabalho do gregos e helenísticos e influenciaram Tomás de Aquino quando a Europa "redescobriu" Filosofia grega através da tradução árabe. Um tema comum entre estes estudiosos foi o elogio à atividade econômica e até mesmo à acumulação de riqueza em interesse próprio.  

O filósofo persa ibne Miscauai (n. 1030) observa:
"O credor deseja o bem-estar do devedor para receber seu dinheiro de volta e não por causa de seu amor por ele. O devedor, por outro lado, não tem grande interesse no credor." 
Essa visão está em conflito com uma ideia Joseph Schumpeter chamada de grande lacuna. A tese da grande lacuna surge da História da Análise Econômica de Schumpeter, de 1954, que discute uma ruptura no pensamento econômico durante o período de quinhentos anos entre o declínio das civilizações greco-romanas e a obra de Tomás de Aquino (1225–1274). No entanto, em 1964, Joseph Spengler' ;s "Pensamento Econômico do Islã: Ibn Khaldun" apareceu na revista Comparative Studies in Society and History e deu um grande passo para chamar a atenção do Ocidente contemporâneo para os primeiros estudiosos muçulmanos. 
A influência do pensamento grego anterior e do pensamento helenístico na o mundo muçulmano começou em grande parte com o califa abássida al-Ma'mun, que patrocinou a tradução de textos gregos para árabe no 9º século por cristãossírios em Bagdá. Mas já nessa altura numerosos académicos muçulmanos tinham escrito sobre questões económicas, e os primeiros líderes muçulmanos tinham demonstrado tentativas sofisticadas de impor o financiamento fiscal e monetário, utilizar o financiamento do défice, utilizar impostos para encorajar a produção, utilizar instrumentos de crédito para a actividade bancária, incluindo poupanças rudimentares. e contas correntes e direito contratual.  
Entre os primeiros pensadores económicos muçulmanos estava Abu Yusuf (731-798), aluno do fundador da Escola Sunita Hanafi de pensamento islâmico, Abu Hanifah. Abu Yusuf foi jurista-chefe do califa abássida Harun al-Rashid, para quem escreveu o Livro da Tributação (Kitab al-Kharaj). Este livro delineou as ideias de Abu Yusuf sobre tributação, finanças públicas e produção agrícola. Ele discutiu os impostos proporcionais sobre os produtos, em vez dos impostos fixos sobre a propriedade, como sendo um incentivo superior para trazer mais terras para cultivo. Ele também defendeu políticas fiscais perdoadoras que favorecem o produtor e uma administração fiscal centralizada para reduzir a corrupção. Abu Yusuf defendeu a utilização de receitas fiscais para infra-estruturas socioeconómicas e incluiu a discussão de vários tipos de impostos, incluindo impostos sobre vendas, impostos sobre mortes e tarifas de importação. 
As primeiras discussões sobre os benefícios da divisão do trabalho estão incluídas nos escritos de Qabus, Algazali, Alfarábi (873–950), ibne Sina (Avicena) (980–1037), ibne Miscauai, Naceradim de Rus (1201–74), ibne Caldune (1332–1406) e Assade Davani ( nascido em 1444). Entre eles, as discussões incluíam a divisão do trabalho dentro das famílias, das sociedades, das fábricas e entre as nações. Farabi observa que cada sociedade carece de pelo menos alguns recursos necessários e, portanto, uma sociedade ideal só pode ser alcançada onde ocorre o comércio doméstico, regional e internacional, e que tal comércio pode ser benéfico para todas as partes envolvidas. Algazali também foi conhecido por sua compreensão sutil da teoria monetária e pela formulação de outra versão da Lei de Gresham. 

O poder da oferta e da procura também foi compreendido até certo ponto por vários dos primeiros estudiosos muçulmanos.  Ibne Taimia ilustra:
"Se o desejo por bens aumenta enquanto sua disponibilidade diminui, seu preço aumenta. Por outro lado, se a disponibilidade do bem aumenta e o desejo por ele diminui, o preço cai." 
Ivbe Taimia também elaborou uma análise circunstancial do mecanismo de mercado, com uma visão teórica incomum em sua época. Seus discursos sobre as vantagens e desvantagens da regulação e desregulamentação do mercado em termos de bem-estar social têm um tom quase contemporâneo. Algazali sugere uma versão inicial da inelasticidade dos preços da demanda por certos bens, e ele e ibne Miscauai discutem os preços de equilíbrio. Ibne Taimia (1263–1328) e Almacrizi. 

### Ibne Caldune
Talvez o estudioso islâmico mais conhecido que escreveu sobre economia tenha sido ibne Caldune da Tunísia (1332-1406),  que é considerado um precursor dos economistas modernos.  Ibne Caldune escreveu sobre teoria económica e política na introdução, ou Muqaddimah (Prolegomena), da sua História do Mundo (Kitab al-Ibar). No livro, ele discutiu o que chamou de asabiyya (coesão social), que ele considerou a causa de algumas civilizações se tornarem grandes e outras não. Ibne Caldune sentiu que muitas forças sociais são cíclicas, embora possam ocorrer reviravoltas repentinas que quebram o padrão. 
A sua ideia sobre os benefícios da divisão do trabalho também se relaciona com assabia, quanto maior for a coesão social, mais complexa poderá ser a divisão bem-sucedida e maior será o crescimento económico. Ele observou que o crescimento e o desenvolvimento estimulam positivamente tanto a oferta como a procura e que as forças da oferta e da procura são o que determinam os preços dos bens.[83] Ele também observou os efeitos das forças macroeconómicas do crescimento populacional, do desenvolvimento do capital humano e do desenvolvimento tecnológico no desenvolvimento. Na verdade, ibne Caldune pensava que o crescimento populacional era directamente uma função da riqueza. 
Embora entendesse que o dinheiro servia como padrão de valor, meio de troca e preservador de valor, ele não percebeu que o valor do ouro e da prata mudava com base nas forças da oferta e da procura. Ele também introduziu o conceito conhecido como Curva Khaldun-Laffer (a relação entre as taxas de impostos e as receitas fiscais aumenta à medida que as taxas de impostos aumentam durante algum tempo, mas depois os aumentos nas taxas de impostos começam a causar uma diminuição nas receitas fiscais à medida que os impostos a impor um custo demasiado elevado para os produtores da economia). 
Ibne Caldune introduziu a teoria do valor-trabalho. Ele descreveu o trabalho como a fonte de valor, necessária para todos os rendimentos e acumulação de capital, o que é óbvio no caso do artesanato. Ele argumentou que mesmo que o ganho "resulte de algo diferente de um ofício, o valor do lucro resultante e adquirido (capital) deve (também) incluir o valor do trabalho pelo qual foi obtido. Sem trabalho, não teria sido adquirido." 
Sua teoria da assabia tem sido frequentemente comparada à economia keynesiana moderna, com a teoria de Ibne Caldune contendo claramente o conceito de multiplicador. Uma diferença crucial, contudo, é que enquanto para John Maynard Keynes é a maior propensão da classe média para poupar a culpa pela depressão económica, para Ibne Caldune é a propensão governamental para poupar em momentos em que as oportunidades de investimento não aproveitam a oportunidade. folga que leva à procura agregada. 
Outra teoria económica moderna antecipada por Ibne Caldune é a economia do lado da oferta. Ele "argumentou que os impostos elevados eram muitas vezes um fator que causava o colapso dos impérios, com o resultado de que receitas menores eram cobradas com taxas altas".  Ele escreveu: “Deve-se saber que no início da dinastia, os impostos geram uma grande receita com pequenas avaliações. No final da dinastia, os impostos geram uma pequena receita com grandes avaliações.” 

## Era pós-colonial
Durante a era pós-colonial moderna, à medida que as ideias ocidentais, incluindo a economia ocidental, começaram a influenciar o mundo muçulmano, alguns escritores muçulmanos procuraram para produzir uma disciplina islâmica de economia. Nas décadas de 1960 e 1970, pensadores islâmicos xiitas trabalharam para desenvolver uma filosofia económica islâmica única com “as suas respostas aos problemas económicos contemporâneos”. Várias obras foram particularmente influentes: Slam VA Malekiyyat (Islã e Propriedade) por Mahmud Taleqani (1951);  Iqtisaduna (Nossa Economia) por Mohammad Baqir al-Sadr (1961);  Eqtesad-e Towhidi (A Economia da Harmonia Divina) por Abolhassan Banisadr (1978); Algumas interpretações dos direitos de propriedade, capital e trabalho a partir da perspectiva islâmica por Habibullah Peyman (1979).  
Al-Sadr, em particular, foi descrito como tendo “desenvolvido quase sozinho a noção de economia islâmica”. 
Em seus escritos, Sadr e outros autores xiitas "procuraram retratar o Islã como uma religião comprometida com a justiça social, a distribuição equitativa da riqueza e a causa das classes desfavorecidas", com doutrinas "aceitáveis para os juristas islâmicos", ao mesmo tempo que refuta as teorias não-islâmicas existentes do capitalismo e Marxismo. Esta versão da economia islâmica, que influenciou a Revolução Iraniana, exigia a propriedade pública da terra e grandes “empresas industriais”, enquanto a actividade económica privada continuava “ ;dentro de limites razoáveis."  Essas ideias ajudaram a moldar o grande setor público e as políticas de subsídios públicos do Revolução islâmica iraniana.
Nas décadas de 1980 e 1990, quando a revolução iraniana não conseguiu atingir o nível de rendimento per capita alcançado pelo regime que derrubou, e os comunistas Estados e partidos socialistas no mundo não-muçulmano afastaram-se do socialismo, os interesses muçulmanos afastaram-se da propriedade e regulamentação governamental. No Irã, é relatado que "entrou no Islã (ou seja, tanto a economia quanto a economia islâmica) ... uma vez que uma palavra de ordem revolucionária está indubitavelmente ausente no todos os documentos oficiais e a mídia. Desapareceu do discurso político iraniano há cerca de 15 anos [1990]." 
Mas noutras partes do mundo muçulmano, o termo sobreviveu, mudando de forma para o objectivo menos ambicioso de um sistema bancário sem juros. Alguns banqueiros e líderes religiosos muçulmanos sugeriram maneiras de integrar a lei islâmica sobre o uso do dinheiro com conceitos modernos de investimento ético . No setor bancário, isso foi feito através da utilização de transações de vendas (com foco nas modalidades de retorno de taxa fixa) para obter resultados semelhantes aos juros. Isto foi criticado por alguns escritores ocidentais como uma forma de cobrir a banca convencional com uma fachada islâmica. 

### Economia contemporânea
Nos tempos modernos, as políticas económicas da Revolução Islâmica de 1979, no Irão predominantemente xiita, eram fortemente estatistas, com um sector público muito grande e uma retórica oficial que celebrava a revolução e os direitos dos despossuídos, embora esta tendência tenha desaparecido ao longo do tempo. No Sudão, as políticas do regime dominado pelo partido Frente Nacional Islâmica na década de 1990 foram o inverso, empregando o liberalismo económico e aceitando "as forças do mercado na formulação de políticas estatais". Na Argélia, Jordânia, Egipto e Paquistão, os partidos islâmicos apoiaram políticas populistas, mostrando uma "marcada relutância em adoptar políticas de austeridade e diminuir os subsídios." Nos últimos anos, a Turquia teve uma economia em rápido crescimento e tornou-se um país desenvolvido de acordo com para a CIA.  A Indonésia, a Arábia Saudita e a Turquia são membros das principais economias do G-20.  
Em 2008, pelo menos US$ 500 bilhões em ativos em todo o mundo eram administrados pela Sharia, ou lei islâmica, e o setor estava crescendo a um ritmo mais de 10% ao ano. As finanças islâmicas procuram promover a justiça social através da proibição de práticas de exploração. Na realidade, isto se resume a um conjunto de proibições – de pagamento de juros, de jogos de azar com derivativos e opções e de investimento em empresas que produzem pornografia ou carne suína. 
Outra forma de financiamento moderno que se originou no mundo muçulmano é o microcrédito e as microfinanças. Tudo começou na década de 1970 em Bangladesh com o Grameen Bank, fundado por Muhammad Yunus, ganhador do Prêmio Nobel da Paz em 2006. Entre 6 estudos representativos selecionados de uma amostra de mais de 100 estudos como sendo metodologicamente mais sólidos, cinco não encontraram evidências de que o microcrédito reduzisse a pobreza. 

#### Reforma agrária
Uma questão “geralmente ausente” do pensamento económico islâmico contemporâneo (excepto Sayyid Qutb) e da ação “seja moderada ou radical” é a questão da reforma agrária. A oposição à reforma agrária desempenhou mesmo um papel nas revoltas islâmicas (Irão, 1963, Afeganistão, 1978). Pelo menos um observador (Olivier Roy) acredita que isto se deve principalmente ao facto de “implicar um reexame do conceito de propriedade” e, em particular, “colocar em causa o Waqf, doações cujas receitas asseguram o funcionamento das instituições religiosas”. Na República Islâmica do Irão, por exemplo, as explorações waqf são muito grandes (na província de Khorasan, "50% das terras cultivadas pertencem à fundação religiosa Astan-i Quds, que supervisiona" o santuário Imam Reza em Mashhad). Assim, questionar a propriedade do waqf significaria questionar “os fundamentos da autonomia financeira dos mulás e das mesquitas”, particularmente entre os muçulmanos xiitas. 

### Índice de ações islâmico
Em junho de 2005, os índices Dow Jones na cidade de Nova York e a RHB Securities em Kuala Lumpur se uniram para lançar um novo "Índice da Malásia Islâmica" - uma coleção de 45 ações que representam empresas malaias que cumprem uma variedade de requisitos baseados na Sharia. Por exemplo, a dívida total, o caixa mais os títulos que rendem juros e as contas a receber devem ser, cada um, inferiores a 33% da capitalização média dos últimos 12 meses. que produzem pornografia ou carne de porco também são inaceitáveis. Os títulos islâmicos, ou sukuk, utilizam retornos de ativos para pagar aos investidores o cumprimento da proibição religiosa de juros e são atualmente negociados de forma privada no mercado de balcão. No final de Dezembro de 2009, a Bursa Malaysia anunciou que estava a considerar permitir que indivíduos negociassem dívidas em conformidade com a Shariah na sua bolsa como parte de um plano para atrair novos investidores. 